# 너새니얼 찰로바
너새니얼 니아키 찰로바(영어: Nathaniel Nyakie Chalobah, 1994년 12월 12일, 프리타운 ~)는 잉글랜드의 축구 선수로, 현재 잉글랜드 EFL 챔피언십의 웨스트브로미치 앨비언 소속이다.